# Isabel de Serbia
Isabel de Serbia (en serbio: Јелисаветa/Jelisaveta; rel. 1270 - murió 1331) fue una banesa de Bosnia por su matrimonio con Esteban I, ban de Bosnia .

## Familia
Isabel era hija del rey Esteban Dragutin de la Casa de Nemanjić y de Catalina de Hungría. Fue la segunda de cuatro hijos; uno de sus hermanos fue Vladislav de Sirmia.

## Vida
Después de 1283, se casó con Esteban I, ban de Bosnia. Dragutin ya controlaba dos banatos en Bosnia, Usora y Soli y Esteban cayó inmediatamente bajo su influencia – actuaba frecuentemente por órdenes de Dragutin. Se trataba de un matrimonio político concertado por el ban Prijezda II que intentaba forjar así una alianza con Esteban, el padre de Isabel.
Isabel y Esteban tuvieron al menos seis niños, de los cuales se cree que todos alcanzaron la edad adulta:
- Esteban II (nacido 1292), Ban de Bosnia y padre de Isabel, Reina de Hungría y Polonia
- Vladislav (1295–1354), co-regente y padre de Tvrtko I, primer Rey de Bosnia
- Ninoslav (Nacido c. 1288 en Jajce), padre de María, condesa de Helfenstein
- Miroslav
- Katarina (Catalina, nacida c. 1294 en Bribir–1355), esposa de Nikola de Hum
- Marija (María, nacida c. 1308)
- Posiblemente, un hijo (nacido c. 1300–muerto c. 1331)

Tras la muerte de su marido en 1314, Isabel gobernó brevemente como regente para su primogénito Esteban II. Según una 1601 fuente cuya fiabilidad es desconocida, Isabel huyó a la República de Ragusa (Dubrovnik), donde murió alrededor 1331. Tras la extinción de la Casa Nemanjić, el nieto de Elizabeth Tvrtko, ban de Bosnia, se hizo coronar rey de Bosnia y rey de Serbia amparándose en su parentesco con Isabel.